# Стрејт еџ
Стрејт еџ (понекад скраћено на енглеском језику sXe или означено са XXX или X) је субкултура хардкор панка чији се присталице уздржавају од употребе алкохола, дувана и других рекреативних дрога, као реакција на ексцесе панк субкултуре. За део субкултуре, ово се протеже на уздржавање од промискуитетног секса, на вегетаријанску или веганску исхрану и на неупотребу кофеина или лекова на рецепт. Термин стрејт еџ је усвојен из песме Straight Edge хардкор панк бенда Minor Threat из 1981. године.
Стрејт еџ субкултура се појавила усред хардкор панк сцене раних 1980-их. Од тада, велики број веровања и идеја је повезан са покретом, укључујући вегетаријанство и права животиња. Иако су најчешће изражени аспекти стрејт еџ субкултуре били апстиненција од алкохола, никотина и илегалних дрога, било је значајних варијација. У оквиру субкултуре се понекад заступају конзервативни погледи на живот. Лево оријентисани активисти су често приступали стрејт еџу са скептицизмом, подсмехом или чак отвореним непријатељством, делом због онога што су доживљавали као самоправедну милитантност покрета за стрејт еџ.
Године 1999. Вилијам Цицос је написао да је стрјт еџ прошао кроз три ере од свог оснивања раних 1980-их. Бент еџ је почео као контра-покрет стрејт еџу од стране чланова хардкор сцене у Вашингтону који су били фрустрирани ригидношћу и нетолеранцијом на музичкој сцени. Током ере јут круа која је почела средином 1980-их, утицај музике на стрејт еџ сцену био је на врхунцу с. До раних 1990-их, милитантни стрјт еџ је био добро познат део шире панк сцене. Почетком до средине 1990-их, стрејт еџ се проширио из Сједињених Држава у северну Европу, источну Европу, Блиски исток, и Јужну Америку. До почетка 2000-их, милитантни стрејт еџ панкери су углавном напустили ширу стрејт еџ културу и покрет.